# Jütchendorf
Jütchendorf è una frazione della città tedesca di Ludwigsfelde, nel Brandeburgo.

Conta (2007) 109 abitanti.

## Storia
Jütchendorf fu nominata per la prima volta nel 1375.

Costituì un comune autonomo fino al 31 dicembre 1997.